# Gossina
Gossina là một tổng thuộc  tỉnh Nayala ở phía tây  Burkina Faso. Thủ phủ là thị xã Gossina. Theo điều tra dân số năm 1996, tổng này có tổng dân số 17.945 người .

## Các thị xã và làng xã
- Thị xã Gossina	(3 596 dân) (thủ phủ)
- Bosson	(717 dân)
- Boum	(77 dân)
- Kalabo	(977 dân)
- Koayo	(977 dân)
- Kwon	(3 358 dân)
- Lekoun	(453 dân)
- Madamao	(542 dân)
- Massako	(902 dân)
- Naboro	(612 dân)
- Nianankoré	(169 dân)
- Nyfou	(921 dân)
- Sui	(1 770 dân)
- Tandou	(232 dân)
- Tarba	(564 dân)
- Zelassé	(2 078 dân)